# کی یاسودا
کی یاسودا (انگلیسی: Kei Yasuda؛ زادهٔ ۶ دسامبر ۱۹۸۰) خواننده، نوازنده و بازیگر ژاپنی است. وی از سال ۱۹۹۸ میلادی تاکنون مشغول فعالیت بوده‌است. او عضو و رهبر گروه پاپ ژاپنی Morning Musume بود. یاسودا به همراه ماری یاگوچی و سایاکا ایچی دومین نسل از خوانندگانی بودند که به عضویت این گروه می‌پیوستند.Morning Musume پیش از پیوستن آنها، تنها یک ترانه رسمی به نام قهوه صبح (Morning Coffee) منتشر کرده بود.

## زندگی
یاسودا در دبیرستان کیمیتسو شوگیو (شهر) در شهر فوتسو، استان چیبا حضور یافت، اما برای دنبال کردن رویاهای خود در صنعت سرگرمی تحصیل را کنار گذاشت. او تا سال ۱۹۹۸ در یک رستوران مک دونالد در زادگاهش مشغول به کار بود.

## حرفه
او به عنوان نسل دوم مورنینگ میوزیوم وارد گروه شد. پس از پیوستن او، مورنینگ میوزیوم به تولید یک آلبوم و سه تک آهنگ دیگر ادامه داد تا اینکه آسوکا فوکودا تصمیم گرفت برای ادامه تحصیلات گروه را را ترک کند. یکی از برجسته‌ترین کارهای آنها زمانی بود که او با ناتسومی آبه آهنگ "Sanpo" را برای یک مسابقه رادیویی همکاری کرد و این هنگ محبوبیت زیادی پیدا کرد و درخواستی منتشر شد تا آن را به یک تک آهنگ رسمی تبدیل کند، هرچند که این اتفاق هرگز نیفتاد.
یاسودا و ایشی در دومین آلبوم مورنینگ میوزیوم یک ترانه مخصوصاً جذاب با نام "Otome no Shinrigaku" (روانشناسی دخترانه) خواندند. در پاسخ به محبوبیت، سانکو تصمیم گرفت تا آنها را با عضو نسل سوم، ماکی گوتو گروه‌بندی کند تا زیر گروه گروه مورنینگ میوزیوم پیتمونی (همچنین به عنوان پوچیمونی نیز شناخته می‌شود) را در سال ۱۹۹۹ ایجاد کند. از اولین تک آهنگ آنها "Chokotto Love" با فروش بیش از یک میلیون نسخه استقبال شد.
پس از ترک یوکو ناکازاوا، رهبر وقت آن زمان میوزیوم، در سال ۲۰۰۱، یاسودا (که در آن زمان قدیمی‌ترین عضو این گروه بود) به همراه کوری ایدا رهبری شد. پس از عزیمت یاسودا، اییدا رهبر مورنینگ میوزیوم شد و یاگوچی رهبر فرعی شد. رهبری پیتمونی به یوشیزاوا واگذار شد، و دو عضو جدید که یکی ماکوتو اوگاوا بود به گروه اضافه شدند.
در H! P، او در دو آلبوم Folk Songs، با ناکازاوا و دیگر هنرمندان H! P همکاری داشته‌است. یاسودا در سال ۲۰۰۴، گفت که در حال یادگیری نحوه نواختن فلوت است. یاسودا فارغ‌التحصیل Hello! Project در تاریخ ۳۱ مارس ۲۰۰۹ است.
در سال ۲۰۱۰، اعلام شد که کی یاسودا برای اعضای جدید گروه موسیقی «دریم مورنینگ میوزیوم» به سایر اعضای سابق مورنینگ موزیوم می‌پیوندد.

## زندگی شخصی
در ۲۹ مه ۲۰۱۳، یاسودا اعلام کرد که با آشپز کوزاکی یوشی ازدواج کرده‌است. در ۲۷ ژوئیه ۲۰۱۷، او اعلام کرد که اولین نوزادش را باردار است.